# Anzi (folyó)
Az Anzi egy folyó Olaszország Basilicata régiójában. Két hegyipatak összefolyásával keletkezik: a Marsicano a Tampa d'Albano (1628 m) lejtőiről ered, míg a Fiumicello a Monte Ariosoról (1713 m). Az Anzi mellékfolyói a Terra és a Fiumarella.